# Васецкий, Сергей Григорьевич
Сергей Григорьевич Васецкий (26 января 1935 — 22 августа 2020) — советский, российский биолог развития, доктор биологических наук, профессор. Работал в Институте биологии развития имени Н. К. Кольцова РАН со дня создания(1967). Главный редактор профильного журнала «Онтогенез» (1974—2019), его усилиями журнал стал известен за рубежом как Russian Journal of Developmental Biology.

## Биография
Сергей Григорьевич родился в семье историка философии, преподавателя МГУ Григория Степановича Васецкого. После обучения на философском факультете и окончания биолого-почвенного факультета МГУ им. М.В. Ломоносова С.Г. Васецкий начинает работать с такими выдающимися советскими учеными-эмбриологами как С.Г. Крыжановский, а затем с 1962 г. с Т.А. Детлаф и А.С. Гинзбург в лаборатории экспериментальной эмбриологии Института морфологии животных им. А.Н. Северцова АН СССР. Всю свою жизнь Сергей Григорьевич посвятил служению одному институту — сначала Институту морфологии животных им. А.Н. Северцова АН СССР, а после его разделения — Институту биологии развития имени Н. К. Кольцова РАН: был заместителем двух директоров Института, академиков Б.Л. Астаурова и Т. М. Турпаева. На этом посту проявились его незаурядные организаторские способности, что способствовало превращению Института в уникальный современный научный центр. Он являлся одним из инициаторов и организаторов Всесоюзных, а впоследствии Всероссийских Школ по биологии развития, собиравших ведущих специалистов и молодых ученых всей страны, а также ближнего и дальнего зарубежья. На протяжении многих лет Васецкий представлял и пропагандировал российскую науку за рубежом, являясь членом Международного общества биологов развития.

## Основные научные достижения
С.Г. Васецкий всю жизнь посвятил изучению основополагающих проблем биологии развития и внес большой вклад в исследование оогенеза низших позвоночных, роли цитоскелета в процессах преобразований ооцита амфибий в ходе созревания, выявление закономерностей мейоза. В 1967 г. С.Г. Васецкий защитил кандидатскую диссертацию на тему "Изучение закономерностей созревания и раннего зародышевого развития осетровых рыб в связи с возможным применением метода термической регуляции пола у рыб", а в 1988 г. — докторскую диссертацию на тему "Мейоз и управление развитием". Работая в лаборатории экспериментальной биологии с выдающимися эмбриологами Т. А. Детлаф и А. С. Гинзбург, С. Г. Васецкий внес большой вклад в изучение оогенеза низших позвоночных, роли цитоскелетных структур в молекулярных механизмах преобразований ооцита амфибий в ходе созревания. Многие годы Сергей Григорьевич возглавлял эту профильную лабораторию Института. Сергеем Григорьевичем была изучена локализация ряда актинсодержащих белков в созревающих ооцитах шпорцевой лягушки и показана роль протеинкиназных каскадов в регуляции созревания ооцитов.Среди специалистов широко известна серия монографий "Проблемы биологии развития", одним из наиболее активных участников этого издания, редактором и инициатором некоторых книг серии был С.Г. Васецкий. Книги серии, написанные ведущими биологами нашей страны, многие годы являются справочным пособием по эмбриологии и цитологии. Нельзя не отметить огромный труд по изданию на русском языке трехтомной монографии всемирно известного американского биолога развития Скотта Ф. Гилберта "Биология развития" (под редакцией С.Г.Васецкого и Т.А.Детлаф), сделавший эту выдающуюся книгу доступной для российского читателя. С.Г. Васецкий на протяжении многих лет представлял и пропагандировал российскую науку за рубежом. Широкая биологическая эрудиция в сочетании с блестящим знанием английского, а также французского и немецкого языков, способствовали многолетнему участию С.Г. Васецкого в работе Национального комитета советских биологов (в настоящее время — Национальный комитет биологов России), Международного союза биологических наук. Он также многие годы был членом редколлегий международных журналов "Cell Differentiation", "International Journal of Developmental Biology", "Philosophical Transactions of the Royal Society" и "Biology International".

## Работа в журнале «Онтогенез»
Организаторские и творческие способности Сергея Григорьевича Васецкого в полной мере проявились и в журнале «Онтогенез», становлению и развитию которого он отдавал много сил. Когда этот журнал, основанный академиком Б.Л. Астауровым в 1970 году, начал выходить в издательстве "Наука", С.Г. Васецкий занял пост ответственного секретаря и члена редколлегии, затем заместителя главного редактора. С 1974 по 2019 год Сергей Григорьевич являлся главным редактором, его усилиями журнал стал известен за рубежом как «Russian Journal of Developmental Biology». К написанию обзоров по основным проблемам биологии развития он привлекал ведущих отечественных и зарубежных специалистов, которые, благодаря его высокому авторитету в международной научной среде, активно участвовали в работе журнала. За годы своего существования «Онтогенез» внес огромный вклад в развитие науки. Сегодня это единственное в России профильное периодическое издание, публикующее статьи в области биологии развития. Сейчас заместителем главного редактора является сын Сергея Григорьевича, доктор биологических наук Егор Сергеевич Васецкий.